# 圣旺苏巴伊
圣旺苏巴伊（法語：Saint-Ouen-sous-Bailly，法語發音：[sɛ̃t‿wɛ̃ su baji]，意为“巴伊下方的圣旺”）是法国滨海塞纳省的一个市镇，属于迪耶普区。

## 地理
圣旺苏巴伊（49°54'16"N, 1°17'51"E）面积5.32 平方千米，位于法国诺曼底大区滨海塞纳省，该省份为法国北部沿海省份，其西部及北部濒大西洋英吉利海峡，东起顺时针与索姆省、瓦兹省、厄尔省和卡爾瓦多斯省接壤。
与圣旺苏巴伊接壤的市镇（或旧市镇、城区）包括：巴伊昂里维耶尔、杜夫朗、昂韦默、珀蒂科。
圣旺苏巴伊的时区为UTC+01:00、UTC+02:00（夏令时）。

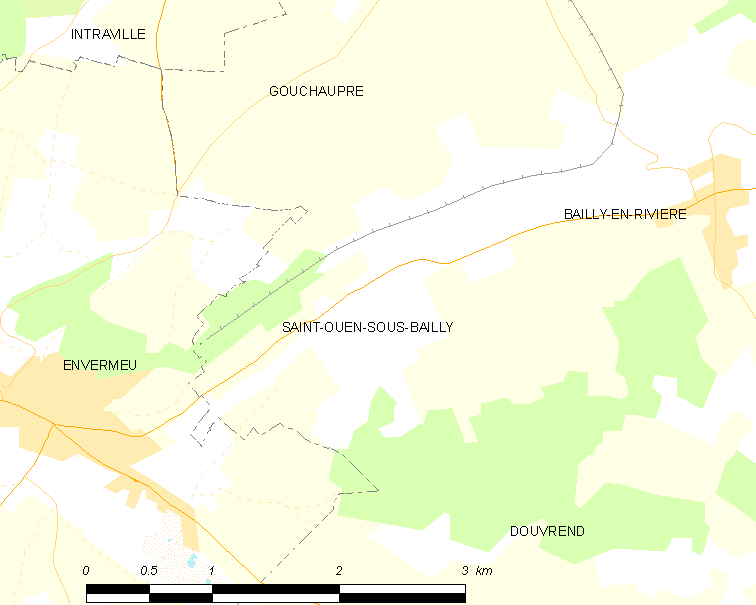
圣旺苏巴伊的OSM定位图

## 行政
圣旺苏巴伊的邮政编码为76630，INSEE市镇编码为76630。

## 政治
圣旺苏巴伊所属的省级选区为迪耶普第二县。

## 人口

1962-2008年间圣旺苏巴伊人口变化图示

圣旺苏巴伊于2022年1月1日时的人口数量为225人。